# European Peptide Society
Die European Peptide Society (EPS) ist eine 1989 gegründete Non-Profit-Organisation zur Forschung und Verbreitung des Wissens über Peptide.
Als volle wissenschaftliche Gesellschaft erfolgte die Gründung 2012 in Prato.
Alle zwei Jahre veranstalten sie das European Peptide Symposium, das aber auch schon vor Gründung der Gesellschaft seit 1958 bestand. Das 36. Symposium findet im August 2022 in Barcelona statt. Die Gesellschaft ging auch aus den Symposia hervor, um der Peptidforschung in Europa einen formalen Rahmen zu geben.
Sie vergeben alle zwei Jahre auf ihrem Symposium den Josef Rudinger Memorial Award für Lebensleistung in der Peptidforschung (ab 1984), den Leonidas Zervas Award für die herausragendste Leistung in der Peptidforschung in den letzten fünf Jahren (1986 eingerichtet) und den Miklós Bodanszky Award für Nachwuchswissenschaftler (ab 2014).
Die EPS gibt das Journal of Peptide Science heraus in Zusammenarbeit mit dem Verlag John Wiley & Sons. Außerdem gibt es einen Newsletter.
Für eine nicht-temporäre Mitgliedschaft ist eine Arbeit zur Peptidforschung in einem Peer-Review-Journal oder zwei Arbeiten in internationalen Konferenzberichten oder ein akzeptiertes Patent erforderlich.
Der Rat (Executive Committee) wird von den Repräsentanten einzelner europäischer Staaten (einschließlich Israel) gewählt. 2019 waren das 25 Staaten.